# Claude Simon

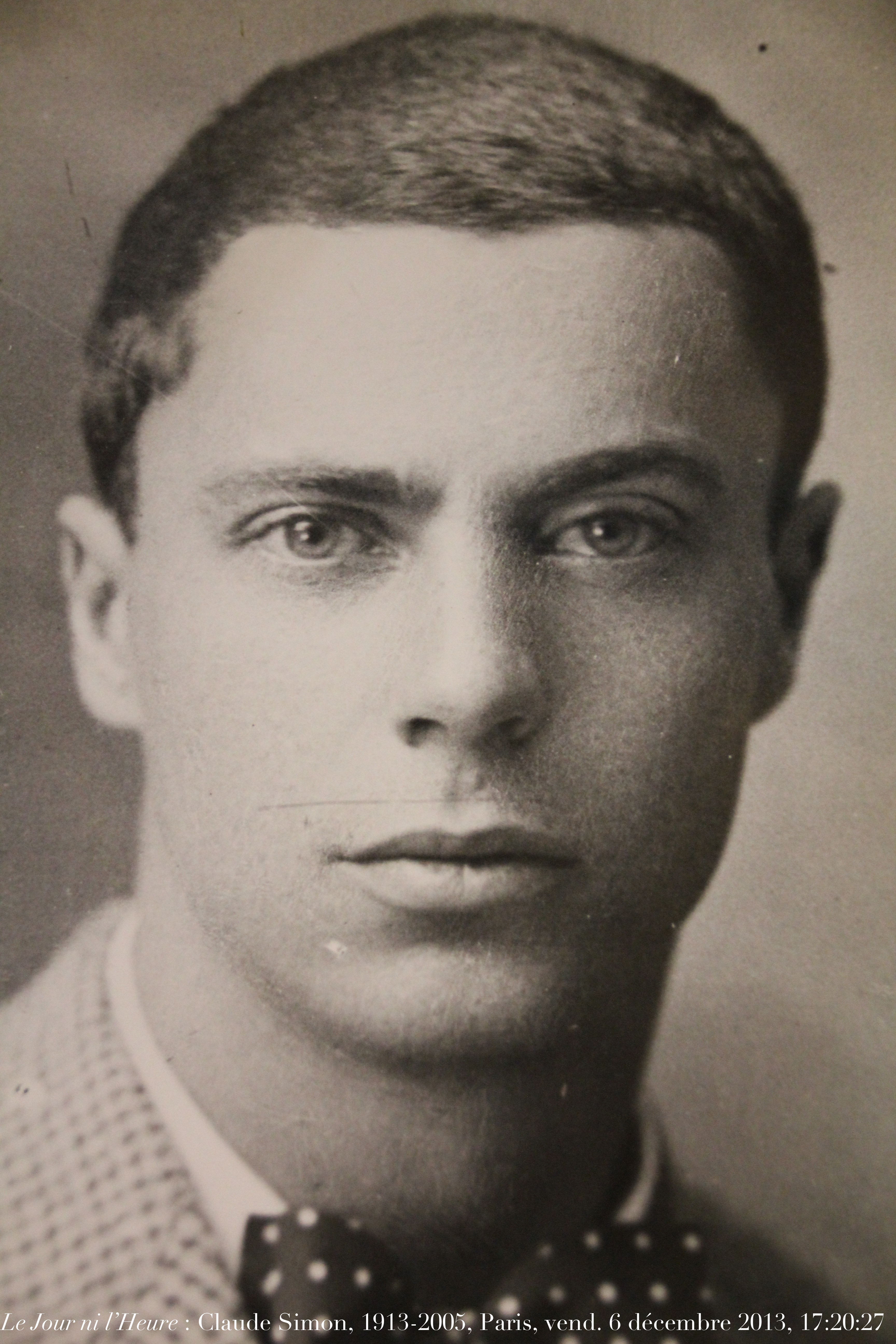
Claude Simon (1913–2005), Nobelpreisträger für Literatur 1985. Porträt ca. 1932.

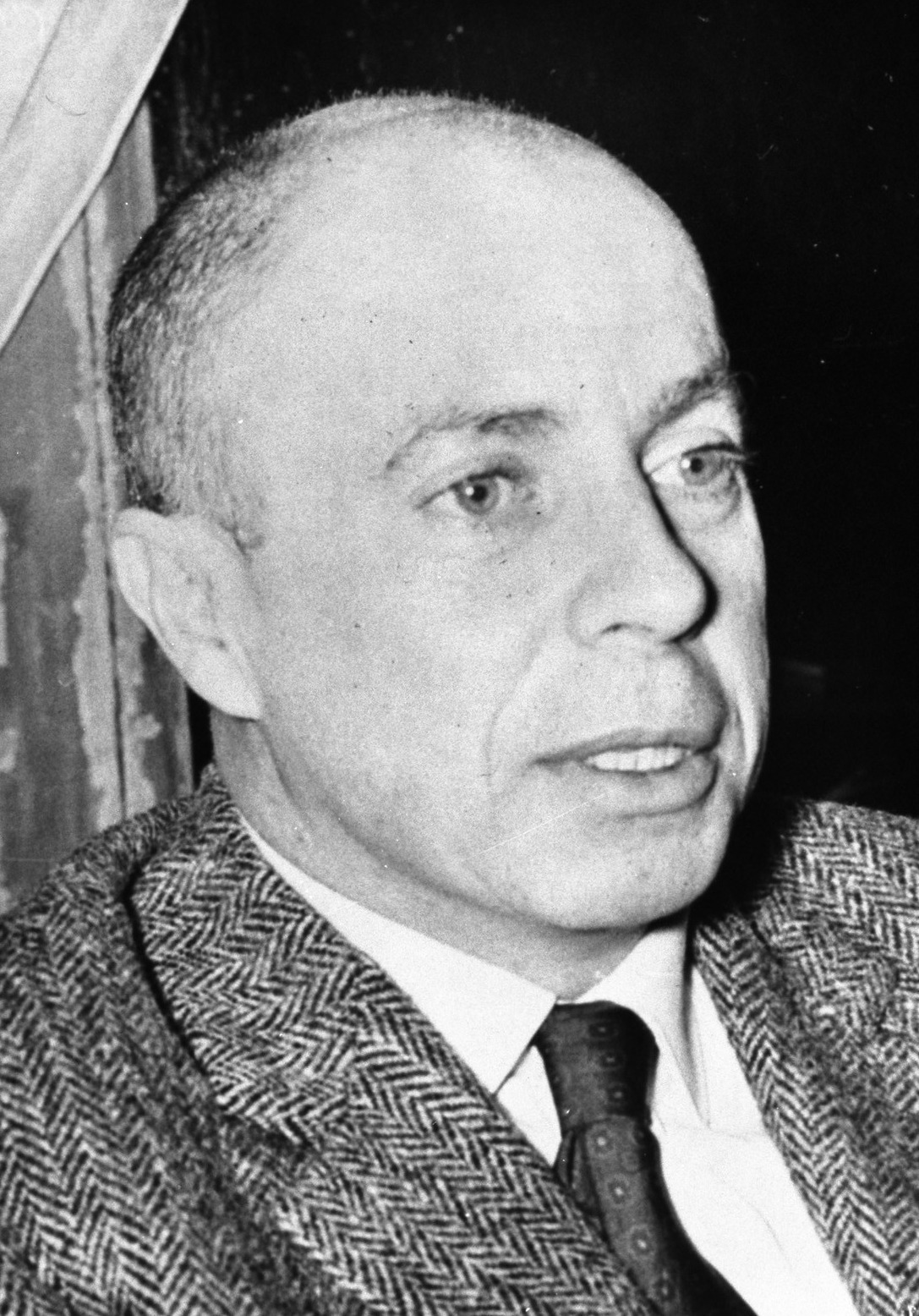
Claude Simon, 1967

Claude Simon (* 10. Oktober 1913 in Tananarive, Madagaskar; † 6. Juli 2005 in Paris) war ein französischer Schriftsteller. Er erhielt 1985 den Nobelpreis für Literatur.

## Leben
Simon wurde auf der damaligen französischen Kolonie Madagaskar als Sohn eines Offiziers der Marineinfanterie geboren. 1914 kehrte die Familie nach Frankreich zurück, der Vater fiel zu Beginn des Ersten Weltkriegs in Flandern. Claude Simon wuchs bei Perpignan, der Heimat seiner Mutter, auf.
Als 1924 die Mutter starb, wurde einer ihrer Vettern, ein Kavallerieoffizier im Ruhestand, Vormund des Elfjährigen. Er kam auf das katholische Collège Stanislas in Paris. Nach Beendigung der Schule besuchte Simon Kurse für Malerei. 1934/35 leistete er Militärdienst im 31e régiment de dragons. Nach seiner Entlassung aus dem Militär erhielt er durch einen Freund einen Mitgliedsausweis der Kommunistischen Partei Frankreichs. Er reiste damit nach Barcelona ins Hauptquartier der republikanischen Seite im Spanischen Bürgerkrieg (später Thema seines Romans Le Palace), kehrte aber nach zwei Wochen nach Frankreich zurück, weil er dort keine sinnvolle Aufgabe für sich fand. In Frankreich gehörte er zu einer Gruppe, die einen Waffentransport als Nachschub für die Republikaner organisierte. 1937 begab er sich auf eine große Europareise (Berlin, Warschau, Sowjetunion, Istanbul, Griechenland, Norditalien). Er unternahm erste, von ihm als unbedeutend eingestufte literarische Versuche.
Angesichts des heraufziehenden Zweiten Weltkriegs wurde Simon Ende August 1939 wieder in seine alte Kavallerieeinheit eingezogen. Im Krieg wurde seine Schwadron in Belgien aufgerieben, er selbst gefangen genommen und ins Kriegsgefangenenlager Stalag IV B bei Mühlberg/Elbe deportiert. Seine Kriegserfahrungen verarbeitete er später in verschiedenen Romanen (La Route des Flandres, Les Géorgiques, L'Acacia). Simon gelang es, in ein anderes Kriegsgefangenenlager für Kolonialfranzosen in Frankreich verlegt zu werden, von wo aus er flüchten konnte. Er gelangte nach Perpignan, das im von den Deutschen unbesetzten Teil Frankreichs lag. Als die Behörden der Vichy-Regierung auf ihn aufmerksam geworden waren, begab er sich 1944 nach Paris, um seiner Verhaftung zu entgehen.
In dieser Zeit entstand sein erster Roman Le Tricheur (Der Betrüger), der 1945 veröffentlicht wurde und genauso unbeachtet blieb wie die drei folgenden, die bis Mitte der 1950er Jahre entstanden. 1956 lernte er Alain Robbe-Grillet kennen, der für den Verlag Éditions de Minuit arbeitete und ihm vorschlug, dort zu veröffentlichen. Der Verlag war die Keimzelle einer literarischen Bewegung, die später als Nouveau Roman bekannt wurde. In der Folgezeit wuchsen Simons Bekanntheit und die ihm gezollte künstlerische Anerkennung, seine Texte wurden nun auch in andere Sprachen übersetzt. 1961 erhielt er für La Route des Flandres den Preis der Zeitschrift L’Express, 1967 den Prix Médicis für Histoire. 1985 wurde ihm zur Überraschung weiter Teile der Fachwelt und der Öffentlichkeit der Nobelpreis für Literatur verliehen. 1987 wurde Simon in die American Academy of Arts and Sciences gewählt. 1996 erhielt er das Österreichische Ehrenzeichen für Wissenschaft und Kunst.

## Simons Literatur
Simons literarisches Werk besteht hauptsächlich aus Romanen. Als Teil der literarischen Bewegung des Nouveau roman weichen seine Werke deutlich von den klassischen Beispielen dieser Gattung aus dem 19. Jahrhundert ab, typisch ist z. B. das Fehlen eines Allwissenden Erzählers, der den Leser durch eine spannende oder zumindest interessante Geschichte mit einer chronologischen, durchgehenden Handlung führt. Auch der Erzähler scheint keine tiefere Einsicht in das Geschehen zu besitzen, er beschränkt sich weitgehend auf äußerliche Beschreibung, ohne dass die Einzelheiten deutlich erkennbar in einen übergeordneten Handlungsstrang eingeordnet erscheinen. Eine psychologische Charakterisierung der Romanfiguren bzw. Erklärung ihrer Handlungen findet nicht statt, stattdessen erfährt man in umfangreichen Passagen aus Innerem Monolog und Erlebter Rede etwas über Gedanken und Motive einiger Protagonisten. Der Roman insgesamt ist aus einer Aneinanderreihung zahlreicher fragmentierter Handlungsstränge aufgebaut, die unvermittelt abbrechen (bisweilen mitten im Satz) und später im Text wieder aufgenommen werden können. Die Stränge sind inhaltlich durch ein dichtes Beziehungsgeflecht miteinander verbunden, ohne dass sich allerdings so etwas wie eine chronologische Handlung ergibt.
Wiederkehrende Themen in Simons Romanen sind Geschichte einschließlich der eigenen Familiengeschichte, Krieg und die darin gemachte Erfahrung extremer Gewalt.

## Werke
- La Corde raide, Roman, Éd. du Sagittaire, Paris 1947
  - deutsch: Das Seil. Übersetzt von Eva Moldenhauer, Suhrkamp, Frankfurt am Main 1964, ISBN 3-518-01134-0
- Le Vent. Tentative de restitution d’un rétable baroque. Roman.  Édition de Minuit, Paris 1957
  - deutsch: Der Wind. Versuch der Wiederherstellung eines barocken Altarbildes. Übersetzt von Eva Rechel-Mertens. Piper, München 1959 und Rowohlt, Schriftenreihe rororo 1135, Hamburg 1969
  - Neuübersetzung von Eva Moldenhauer. DuMont, Köln 2001, ISBN 3-7701-5865-2
- L’Herbe. Roman. Les Éd. de Minuit, Paris 1958.
  - deutsch: Das Gras. Übersetzt von Erika Tophoven und Elmar Tophoven. Luchterhand, Neuwied und Berlin 1970.
  - neu übersetzt von Eva Moldenhauer. DuMont, Köln 2005. ISBN 3-8321-7908-9
- La Route des Flandres. Roman. Éditions de Minuit, Paris 1960 (1959)
  - deutsch: Die Straße in Flandern. Übersetzt von Elmar Tophoven, Piper, München 1960
  - Neuübersetzung von Eva Moldenhauer, DuMont, Köln 2003, ISBN 3-8321-7847-3.
- Le Palace, Roman, Éd. de Minuit, Paris 1962
  - deutsch: Der Palast. Übersetzt von Elmar Tophoven, Piper, München 1966
  - Neuübersetzung von Eva Moldenhauer, DuMont, Köln 2006
- Femmes. Sur 23 peintures de Joan Miró. 1966, neu hrsg. 1983 als La chevelure de Bérénice.
  - deutsch: Das Haar der Berenike. Übersetzt von Silvia Ronelt. Residenz-Verlag, Salzburg 1994,
  - neu übersetzt von Eva Moldenhauer. DuMont, Köln 2006, ISBN 3-8321-7960-7.
- Histoire. Roman 1967.
  - deutsch: Geschichte. Übersetzt von Eva Moldenhauer. DuMont, Köln 1999, ISBN 3-7701-4867-3.
- La Bataille de Pharsale. Roman. 1969.
  - deutsch: Die Schlacht bei Pharsalos. Übersetzt von Helmut Scheffel. Luchterhand, Darmstadt 1972.
- Orion aveugle. 1970, ein Text, der größtenteils in Les corps conducteurs aufgenommen wurde. Der Band enthält die Abbildungen, anhand derer Simon ihn verfasste, und ein in seiner Handschrift wiedergegebenes Vorwort „Les sentiers de la création“ (= Titel der Reihe, in der das Buch erschien).
  - deutsch: Der blinde Orion. Übersetzt von Eva Moldenhauer. Zweitausendeins, Frankfurt am Main 2008, ISBN 978-3-86150-858-8
- Les Corps conducteurs. Roman. 1971.
  - deutsch: Die Leitkörper. Übersetzt von Irma Reblitz. Luchterhand, Darmstadt und Neuwied, ISBN 978-3-472-61636-8.
- Triptyque. Roman. 1973.
  - deutsch: Triptychon. Übersetzt von Eva Moldenhauer. Rowohlt, Reinbek bei Hamburg 1986, ISBN 3-498-06192-5.
- Leçon de choses, Roman. 1974
  - deutsch: Anschauungsunterricht. Übersetzt von Christine Stemmermann. Rowohlt, Reinbek bei Hamburg 1986, ISBN 3-498-06196-8.
- Les Géorgiques. Roman 1981
  - deutsch: Georgica. Übersetzt von Doris Butz-Striebel und Tresy Lejol. Rowohlt, Reinbek bei Hamburg 1992. ISBN 3-498-06195-X
- Album d’un Amateur Bildband 1988
  - deutsch: Album eines Amateurs. Übersetzt von Werner Zettelmeier. Rommerskirchen, Remagen-Rolandseck 1988, ISBN 3-926943-07-6.
- L’Invitation. Ohne Gattungsbezeichnung 1987
  - deutsch: Die Einladung. Übersetzt von Christine Stemmermann. Rowohlt, Reinbek bei Hamburg 1988, ISBN 3-498-06232-8.
- L’Acacia. Roman 1989
  - deutsch: Die Akazie. Übersetzt von Eva Moldenhauer. Suhrkamp, Frankfurt am Main 1991, ISBN 3-937793-54-2.
- Photographies 1937–1940. Bildband. Maeght, Paris 1992, ISBN 2-86941-181-2.
- Le Jardin des Plantes. Roman 1997,
  - deutsch: Jardin des Plantes. Übersetzt von Eva Moldenhauer. DuMont, Köln 1998, ISBN 3-7701-4466-X.
- Le Tramway. Roman 2001
  - deutsch: Die Trambahn. Übersetzt Eva Moldenhauer. DuMont, Köln 2002, ISBN 3-8321-5866-9.
- mit Brigitte Ferrato-Combe: Novelli ou le problème du langage. Les Temps Modernes, Paris 2005
  - deutsch: Novelli oder Das Problem der Sprache. Mit einer Vorbemerkung von Irene Albers, Ü. Eva Moldenhauer. In: Sinn und Form. 1/2014, S. 82–90.
- Archipel et Nord. Éd. de Minuit, Paris 2008, ISBN 978-2-7073-2065-0.
  - deutsch: Archipel/Nord. Kleine Schriften und Photographien. übersetzt von Eva Moldenhauer, mit einem Vorwort von Brigitte Burmeister, Matthes & Seitz, Berlin 2013, ISBN 978-3-88221-027-9.
- Der Fisch als Kathedrale. Vier Vorträge. Übersetzt von Eva Moldenhauer. Mit einem Nachwort von Andreas Isenschmid, Berenberg, Berlin 2014, ISBN 978-3-937834-72-6; darin enthalten die Vorträge Der Fisch als Kathedrale (1980), »… die allen Sträußen fehlende« (1982), Schreiben (1989) und Literatur und Gedächtnis (1993)
- Le Cheval. Mit einem Nachwort von Mireille Calle-Gruber: Nolay, Éd. du Chemin de Fer, 2015, ISBN 978-2-916130-79-8.
  - deutsch: Das Pferd. Übersetzt von Eva Moldenhauer; mit einem Nachwort von Mireille Calle-Gruber. Berenberg, Berlin 2017, ISBN 978-3-946334-17-0 (Erstmals 1958 als Zeitschriftendruck)

### Werkausgaben
- Oeuvres (Auswahl aus dem Gesamtwerk). Hrsg. v. Alastair B. Duncan. (Bibliothèque de la Pléiade. 522.) Paris 2006.
- Archipel/Nord. Kleine Schriften und Fotografien. Übersetzt von Eva Moldenhauer, mit einem Vorwort von Brigitte Burmeister. Matthes & Seitz, Berlin 2013, ISBN 978-3-88221-027-9.

## Ausstellungen
- 2013/2014: Claude Simon in Deutschland, Bibliotheca Reiner Speck, Köln.